# Авюлі
Авюлі (фр. Avully) — громада  в Швейцарії в кантоні Женева.

## Географія
Громада розташована на відстані близько 145 км на південний захід від Берна, 12 км на захід від Женеви.
Авюлі має площу 4,6 км², з яких на 14,6% дозволяється будівництво (житлове та будівництво доріг), 63,7% використовуються в сільськогосподарських цілях, 15,1% зайнято лісами, 6,7% не є продуктивними (річки, льодовики або гори).

## Демографія
2019 року в громаді мешкало 1712 осіб (-1,6% порівняно з 2010 роком), іноземців було 17,2%. Густота населення становила 371 осіб/км².
За віковим діапазоном населення розподілялося таким чином: 23% — особи молодші 20 років, 60,9% — особи у віці 20—64 років, 16,1% — особи у віці 65 років та старші. Було 659 помешкань (у середньому 2,6 особи в помешканні).
Із загальної кількості 196 працюючих 31 був зайнятий в первинному секторі, 18 — в обробній промисловості, 147 — в галузі послуг.